# Яшкильдино (Красноармейский район)
Яшки́льдино (чув. Ешкилт) — деревня в Красноармейском районе Чувашской Республики России. Входит в состав Исаковского сельского поселения.

## География
Деревня находится в северной части Чувашии, в пределах Чувашского плато, в зоне хвойно-широколиственных лесов, к югу от автодороги 97Н-039, на расстоянии примерно 3 километров (по прямой) к северо-западу от села Красноармейского, административного центра района. Абсолютная высота — 121 метр над уровнем моря.

### Климат
Климат характеризуется как умеренно континентальный, с холодной снежной зимой и умеренно жарким летом. Средняя температура воздуха самого тёплого месяца (июля) — 18,8 °C; самого холодного (января) — −12 °C. Среднегодовое количество атмосферных осадков составляет 446 мм, из которых большая часть выпадает в тёплый период. Снежный покров держится 5 месяцев.

### Часовой пояс
Деревня Яшкильдино, как и вся Чувашия, находится в часовой зоне МСК (московское время). Смещение применяемого времени относительно UTC составляет +3:00.

## История
Известна с 1795 года, когда в ней было 20 дворов. В XIX — начале XX века околоток деревни Байгулова (ныне не существует). В 1858 году был учтен 141 житель, в 1897 году — 201 житель, в 1926 — 96 дворов, 483 жителя, в 1939—214 жителей, в 1979—201. В 2002 году было 58 дворов, в 2010 — 41 домохозяйство. В 1931 году был образован колхоз «Красный богатырь», в 2010 году действовало ООО «Красное Сормово». До 2021 года входила в состав Исаковского сельского поселения до его упразднения.

## Население
| 2010 | 2012 |
| ---- | ---- |
| 109  | ↗126 |

### Половой состав
По данным Всероссийской переписи населения 2010 года в гендерной структуре населения мужчины составляли 47,7 %, женщины — соответственно 52,3 %.

### Национальный состав
Согласно результатам переписи 2002 года, в национальной структуре населения чуваши составляли 100 % из 129 чел.